# Franciszek Dąbrowski

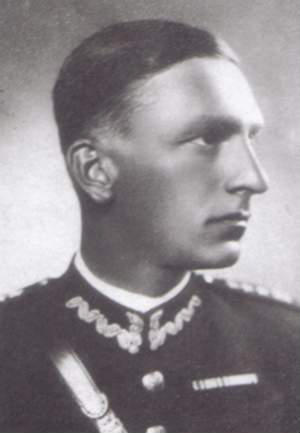
Franciszek Dąbrowski

Franciszek Dąbrowski (* 17. April 1904 in Budapest, Österreich-Ungarn; † 24. April 1962 in Krakau) war ein Offizier der polnischen Armee. Er war stellvertretender Kommandant auf der Westerplatte beim Ausbruch des Zweiten Weltkrieges und verantwortlich für den langen Widerstand der Besatzung.

## Leben
Franciszek Dąbrowski war ein Sohn des polnischen Adligen Romuald Dąbrowski (1874–1939) und einer ungarischen Baronin. Sein Vater war Leutnant der k.u.k. Armee und mütterlicherseits ein Nachkomme des Generals Jan Henryk Dąbrowski, der im Refrain und Titel der polnischen Nationalhymne namentlich erwähnt ist („Marsz marsz, Dąbrowski“).
Bei männlichen Familienmitgliedern war die Offizierslaufbahn Tradition. Daher war es selbstverständlich, dass Franciszek, der seinen Vornamen nach dem Kaiser Franz Joseph erhielt, wie sein Vater Romuald Berufsoffizier in der Polnischen Armee wurde. Romuald Dąbrowski wurde als Oberst der Polnischen Legion in die Streitkräfte des unabhängigen Polen übernommen und später zum General befördert. Franciszek Dąbrowski diente bis 1937 in verschiedenen Regimentern in Bielsko, Biedrusko und Kalisz, wo er zum Hauptmann befördert wurde.

### Einsatz auf der Westerplatte
Im Dezember 1937 wurde Dąbrowski auf die Danziger Westerplatte versetzt. Er wurde gemäß den Personalakten der polnischen Offizierskader als „der Allerbeste der Besten“ ausgewählt und zum Stellvertretenden Kommandanten des polnischen Munitionstransitdepots auf der Westerplatte ernannt. Hauptmann Dąbrowski übernahm die Hauptverantwortung für die Wachkompanie, für den Objektschutz des gesamten Geländes sowie für die Einsatzbereitschaft der gesamten Mannschaft der Westerplatte. Er ließ nachts, unter dem Schutz der Dunkelheit, oder tagsüber, unter allerlei Tarnung, Befestigungsarbeiten auf der Westerplatte durchführen. Es handelte sich um Schützengräben, Schanzen und Hindernisse aus Stacheldraht und gefällten Bäumen. Dies geschah entgegen den Bedingungen des Völkerbundes, da die Westerplatte Polen von der Freien Stadt Danzig nur verpachtet worden war. Deshalb mussten die Befestigungsarbeiten auf der Westerplatte von der Danziger Landespolizei ebenso unbemerkt bleiben wie auch die illegale Verstärkung der Garnison auf über 200 Soldaten und Offiziere, die mittels verschiedener Tricks per Seetransporte aus Gdingen an der Danziger Schutzpolizei vorbei durchgeführt wurde. Durch diese Maßnahmen erreichte die Westerplattemannschaft eine hervorragende Kampfbereitschaft für den Fall eines Angriffs. Gleichzeitig fand in der Freien Stadt Danzig eine von der NSDAP angekurbelte widerrechtliche Militarisierung statt.
Im Morgengrauen des 1. Septembers 1939 bewährten sich die von Hauptmann Dąbrowski geleiteten mühsamen Vorbereitungen der polnischen Westerplattebesatzung. Die angreifenden Danziger der Heimwehr und Landespolizei und die deutschen Truppen (Sturmkompanie der Kriegsmarine) wurden im Feuer der polnischen Verteidiger dezimiert. Nicht einmal die Beschießung durch das Linienschiff Schleswig-Holstein oder der Bombenangriff von über 60 Stukas am Tage darauf brach die Kampfmoral der Polen. Der Kommandant des Transitdepots, Major Henryk Sucharski, wurde am Abend desselben Tages von Hauptmann Dąbrowski und dem Offizierkorps wegen Defätismus und aufgrund eines Kapitulationsversuchs seiner Funktion enthoben. Die weiße Fahne wurde vom Dach der Kaserne entfernt und die polnischen Verteidiger der Westerplatte hielten unter der Führung des Hauptmanns Dąbrowski weiter Stellung bis zur Kapitulation am 7. September.
Die deutsche Kriegsgefangenschaft verbrachte Dąbrowski in verschiedenen Lagern in Ostpreußen, Österreich und im Offizierslager in Woldenberg/Ostbrandenburg, heute Dobiegniew bei Krzyż.

### Nachkriegszeit

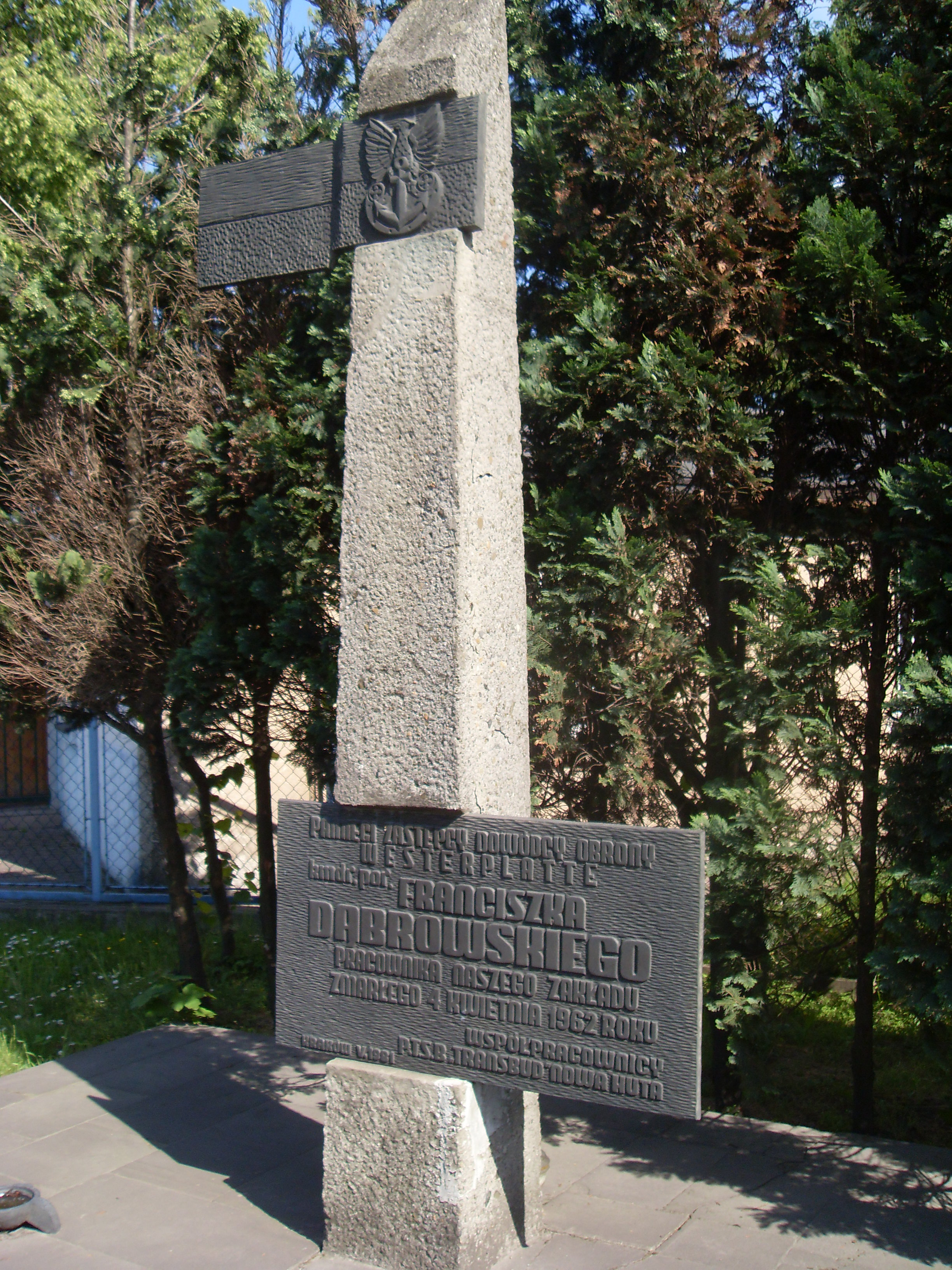
Denkmal in Krakau

Nach dem Kriegsende meldete sich Dąbrowski bei der neuen Polnischen Volksarmee und wurde zum Korvettenkapitän der Seestreitkräfte befördert. Er agierte auch für die polnische Volksdemokratie und trat der Polnischen Vereinigten Arbeiterpartei bei. Er organisierte und baute den polnischen Küstenschutz in Ustka (Stolpmünde) auf. Im Jahre 1949 wurde er nach Gdingen versetzt und zum Leiter des Büros des Kriegsmarinenchefs ernannt. Ein Jahr später wurde er jedoch mit sofortiger Wirkung aus der Armee entlassen. Als Vorwand diente Major Dąbrowskis zunehmende Tuberkuloseerkrankung. In Wirklichkeit wurde er Opfer der stalinistischen Säuberungen. Vorkriegsoffiziere wurden als unerwünscht aus der Armee verbannt und teilweise vor das Militärgericht gestellt. Einige wurden zu Tode gequält oder verurteilt und hingerichtet. Major Dąbrowski kam verhältnismäßig glimpflich davon, lebte allerdings sechs Jahre in Armut. Er zog nach Krakau und heiratete die verwitwete Ehefrau seines Bruders. Im politischen Tauwetter des Jahres 1956 erhielt er vom Staat eine Entschädigung und eine größere Wohnung. Er organisierte mehrere Kameradschaftstreffen der Westerplatteverteidiger, schrieb Memoiren und arbeitete ehrenamtlich in Schulen und in Kombattantenvereinen.
Dank seines mehrsprachigen Elternhauses beherrschte Dąbrowski, der in Wien die Schule besucht hatte, Polnisch, Ungarisch und Deutsch völlig akzentfrei. In der Kriegsgefangenschaft lernte er noch Englisch und Russisch dazu. Nach der Entlassung aus der Armee arbeitete Dąbrowski gelegentlich als Übersetzer für Krakauer Zeitungen. Er verdiente seinen Lebensunterhalt auch als Zeitungsverkäufer und Pantoffelschuster.
Die fortschreitende Lungenkrankheit führte schließlich am 24. April 1962 zu seinem Tod. Franciszek Dąbrowski liegt auf dem Friedhof Rakowicki in Krakau begraben.
Er wurde unter anderem mit dem höchsten polnischen Militärorden Virtuti Militari geehrt.

## Rezeption
Die nazideutsche – und nach dem Krieg auch die polnisch-kommunistische – Propaganda hob den ranghöheren Major Sucharski als Hauptverteidiger der Westerplatte hervor. Der Sucharski-Mythos ist schließlich in den letzten Jahren von Historikern und Forschern zu Gunsten des Hauptmanns Dąbrowski widerlegt worden.